# Zacc Harris
Zacc Harris (* 23. März 1978 in Long Beach, Kalifornien) ist ein US-amerikanischer Jazzmusiker (Gitarre, Komposition), der sich als Musiker, Veranstalter und Musikproduzent in der Jazzszene der Metropolregion Minneapolis–Saint Paul betätigt.

## Leben und Wirken
Haris zog 1988 mit seiner Familie nach Virginia; mit 16 Jahren lernte er Gitarre. Er studierte Musik an der Southern Illinois University und schloss sein Studium 2005 mit dem Bachelor ab. Anschließend zog er nach Minneapolis, wo er sich als professioneller Musiker in der Region etabliert und eine Vielzahl musikalischer Projekte geleitet hat, darunter das Atlantis Quartet. Die Gruppe hat bisher fünf Alben veröffentlicht, wurde von City Pages (2011) und der Star Tribune als bester Twin Cities Jazz Artist ausgezeichnet und gewann ein McKnight Fellowship for Performing Musicians. Des Weiteren leitete er die Zacc Harris Group, American Reverie und das Zacc Harris Trio. Um 2009 entstanden Aufnahmen mit der Jazzcombo Vital Organ (Exact Change, mit Jason Craft und Pete Henning).
Harris tourte als Bandleader und Sideman durch die USA und Großbritannien; 2016 trat er mit seiner Gruppe im Ronnie Scott’s Jazz Club in London auf. 2012 legte Harris sein Debütalbum vor, The Garden (Shifting Paradigm Records). City Pages-Autor Rick Mason schrieb: „The Garden präsentiert Harris' Kompositionen, die die Vergangenheit und Zukunft des Jazz geschickt und überzeugend verbinden, und Gitarrenarbeit, die durchweg mit einer verführerischen Fluidität artikuliert wird, die scheinbar von Wes Montgomery und Pat Metheny beeinflusst ist.“ Das American Composers Forum wählte Harris für einen seiner drei Minnesota Emerging Composers Awards im Jahr 2016 aus, was ihm Gelegenheit gab, sein zweites Album mit dieser Gruppe aufzunehmen, American Reverie, das sich auf die Neuinterpretation von Americana-Songs konzentrierte.
Auf seinem Label Shifting Paradigm Records produzierte Harris neben eigenen Projekten auch Aufnahmen von Jamie Breiwick, Bill Carrothers, Peter DiCarlo, Devin Drobka, Andrew Green, JC Sanford, Yao Smith Hughes, Daniel Thatcher und Johannes Wallmann (Elegy for an Undiscovered Species, 2021). Vom Frühjahr 2007 bis zum Ausbruch des Coronavirus hatte er einen regelmäßigen Sonntagabend-Auftritt in der Riverview Wine Bar. Er spielte auch häufig im Black Dog, Icehouse und im Lexington. Er startete und kuratierte sieben Jahre lang in St. Paul die Veranstaltungsreihe Jazz at Studio Z. Harris ist ausgebildeter Musikpädagoge, unterrichtet privat und als Hilfskraft an der Hamline University und dem Carleton College.

## Diskographische Hinweise
- Tall Tales feat. Dean Granros, Zacc Harris, Chris Bates, Jay Epstein (2015)
- Small Wonders (Shifting Paradigm Records, 2021), mit John Raymond, Brandon Wozniak, Bryan Nichols, Chris Bates, JT Bates
- Dean Granros, Zacc Harris, Chris Bates, Jay Epstein: Taller Tales (2021)
- Jake Baldwin, Zacc Harris, Pete Hennig: Boundaries (Shifting Paradigm, 2024)